# ویلیام چاتهام
ویلیام چاتهام (انگلیسی: William Cavendish-Bentinck, 3rd Duke of Portland؛ ۱۴ آوریل ۱۷۳۸ – ۳۰ اکتبر ۱۸۰۹) یک سیاست‌مدار اهل بریتانیا و نخست وزیر آن کشور بود.